# Povl Hjelt
Povl Johannes Hjelt (født 29. juli 1921 i Asdal, Hjørring Amt, død 17. juli 2013) var DSBs generaldirektør fra 1. september 1970 til 1981.

## Modstandsmand
Povl Hjelt var søn af førstelærer Einar Hjelt og og hustru Clara født Højer. Han blev student i 1940 fra Horsens Statsskole og samme år ansat ved DSB som trafikelev. Under Besættelsen var han modstandsmand i en militærgruppe (P-gruppe) og spionerede samtidig for Hærens Efterretningstjeneste, idet han videregav oplysninger om tyske troppetransporter til De Allierede.

## Jurist og embedsmand
1946 blev han trafikassistent og 1950 cand.jur., samme år sekretær i Generaldirektoratet for DSB og havde samtidig deltidsbeskæftigelse som sagførerfuldmægtig hos Kammeradvokaten 1950-54, som landsretssagfører sammesteds 1954-64. Hjelt blev fuldmægtig i Generaldirektoratet 1954, ekspeditionssekretær 1956, kontorchef 1963. Han tog kurser under Danmarks Forvaltningshøjskole, på Europakollegiet i Bruges, i Paris samt kursus i virksomhedsledelse på Egelund Slot 1966-68, blev afdelingschef (handelsafdelingen) 1968, (kommerciel afdeling) 1969.

## Generaldirektør
I 1970 udnævntes han til generaldirektør for DSB og han gennemførte i sin embedsperiode modernisering og strukturelle ændringer af etaten, bl.a. med indførelse af intercitytog i fast (stiv) køreplan (K74). Det indbragte ham senere Managementprisen.
Desuden stod han sammen med Jens Nielsen bag det nye designprogram, der ikke blot fjernede vingehjulet og indførte den rød/sorte bemaling af materiellet, men også indebar en gennemgribende modernisering af DSBs visuelle profil.

## Tillidshverv
Povl Hjelt blev Kommandør af Dannebrog 1977 og modtog Kong Frederik den IX's Mindemedalje.
Han deltog i Advanced Management Seminar 1972, var medlem af kommissionen af 1957 vedr. fængselsvæsenets arbejdsdrift 1957-60; handelschef i Civilforsvarsstyrelsen 1968-71; medl. af forsvarets materielnævn og dettes forretningsudvalg 1968-71, af statens nævn for papir og tryksager 1968-70; formand for samarbejdsudvalgenes hovedudvalg i DSB 1970, for visse privatbanepensionskasser 1970-72, for visse legatbestyrelser 1970; medlem af nordiske jernbaners forsknings- og udviklingsråd 1969-70, derefter af sammes præsidium; medlem af Den internationale Jernbaneunions bestyrelse 1970, af privatbaneudvalget 1970, af bestyrelsen i Intercontainer 1969, vicepræsident sammesteds 1971 og senere præsident, var medlem af præsidiet for Transportøkonomisk Forening, af bestyrelsen for Europæiske Vare- og Rejsegodsforsikring Akts. 1969, af bestyrelsen for Dampskibsselskabet Øresund 1970; næstformand i bestyrelsen for Alfragt A/S 1971; medlem af repræsentantskabet for KLV og DDE i 1972, af Trafikrådet 1973, af den faglige komité i Dansk Management Center 1973.
Efter sin pensionering havde han bestyrelsesposter i Rockwool Danmark A/S, Rockwool International A/S, ØK A/S og Tivoli A/S.
Povl Hjelt er portrætteret af Kurt Trampedach.